# Canthon ebenus
Canthon ebenus är en skalbaggsart som beskrevs av Thomas Say 1823. Canthon ebenus ingår i släktet Canthon och familjen bladhorningar. Inga underarter finns listade.